# عيسى سامبا
عيسى سامبا (بالفرنسية: Issa Samba)‏ (29 يناير 1998 في فرنسا - ) هو لاعب كرة قدم فرنسي في مركز الدفاع. شارك مع منتخب فرنسا تحت 17 سنة لكرة القدم ومنتخب فرنسا تحت 18 سنة لكرة القدم.

## وصلات خارجية
- عيسى سامبا على موقع رابطة كرة القدم الفرنسية للمحترفين (الإنجليزية)
- عيسى سامبا على موقع قاعدة بيانات كرة القدم.إي يو (الإنجليزية)
- عيسى سامبا على موقع ناشيونال فوتبول تيمز (الإنجليزية)
- عيسى سامبا على موقع Soccerway.com (الإنجليزية)
- عيسى سامبا على موقع عالم كرة القدم.نت (الإنجليزية)